# Nampo Jōmyō
Nampo Jōmyō (jap. 南浦紹明; lub Nanpo Shōmyō, 1235–1308) – japoński mistrz zen szkoły rinzai, znany także jako Daiō Kokushi (大應國師).

## Życiorys
Pochodził z prowincji Suruga (obecnie część prefektury Shizuoka) i był bratankiem Enni Ben’ena. Swój rozwój duchowy rozpoczął w lokalnej świątyni w pobliżu domu. W wieku 15 lat został mnichem. Gdy miał lat 18 przybył do Kamakury, gdzie w klasztorze Kenchō (建長寺) spotkał mistrza chan Lanxi Daolonga. Przez jakiś czas praktykował pod jego kierunkiem.
W roku 1259 udał się Chin, aby praktykować pod kierunkiem brata dharmicznego mistrza Lanxi - Xutanga Zhiyu (1185–1269), który nauczał wtedy w klasztorze na górze Xuetou w prowincji Zhejiang. Gdy mistrz przeniósł się do klasztoru Jingci a potem na górę Jing, która była wtedy wielkim centrum buddyzmu, Nampo wędrował razem z nim.
Latem 1265 roku doświadczył oświecenia i został spadkobiercą Dharmy mistrza Xutanga. Przed powrotem do Japonii mistrz podarował mu wiersz, w którym wyraził nadzieje jakie z nim wiązał: 
| Pukać do drzwi i poszukiwać uważnie, Chodzić szerokimi ulicami i szukać bardziej Stary Xutang nauczał tak wyraźnie i jasno, I wielu jest wnuków w Dharmie na wschodnim morzu, którzy otrzymali [te nauki]. |

Po powrocie do Japonii Nampo spędził jeszcze kilka lat, praktykując u swojego poprzedniego nauczyciela, Lanxiego. Następnie udał się na wyspę Kiusiu, aby poprowadzić klasztor Kōtoku (興徳寺) w Fukuoce, a potem został opatem Sōfuku (崇福寺). W klasztorze tym spędził ponad trzydzieści lat. Chociaż nie dorównywał on wielkim kompleksom klasztornym Kioto i Kamakury, to był bardzo aktywny, zwłaszcza jako łącznik ruchu zen z Chinami. Przewinęło się przez niego wielu chińskich i japońskich mnichów. Również sam Nampo przyciągał wielu ludzi do klasztoru, który stał się jego miejscem oddania praktyce zen.
W 1304 roku na zaproszenie byłego cesarza Kameyamy (亀山天皇, pan. 1260–1274) Nampo przybył do Kioto i w następnym roku został opatem Manju-ji (萬壽寺), gdzie jego uczniem został Shūhō Myōchō (1282–1338). Były cesarz Go-Uda (後宇多天皇, pan. 1274–1287) wybudował dla niego klasztor Kagen, jednak na skutek sprzeciwu hierarchii tendai z góry Hiei, niezadowolonej ze stylu i nauk zen, Nampo nie mógł przejąć tej świątyni. Przeniósł się więc do Kamakury, gdzie szybko został opatem Shōkan-ji. W końcu został opatem Kenchō-ji.
Prowadził ten najbardziej szanowany klasztor zen w Japonii przez rok. Jak przepowiedział, zmarł 29 dnia 12 miesiąca 1308 roku. Przed śmiercią napisał wiersz:
| Karciłem wiatr i lżyłem deszcz, Nie znam Buddy i patriarchów; Moja jedna czynność zmieniła się w mrugnięcie okiem, Nawet szybciej niż błyskawica. |

Otrzymał pośmiertny tytuł Enzū Daiō Kokushi (圓通大應國師), który zwykle jest skracany do Daiō Kokushi. Cesarz zażądał, aby jego prochy zostały złożone w świątyni Ryōshō-ji, wybudowanej specjalnie w tym celu. Ponieważ jednak jego uczeń Shūhō Myōchō został opatem założycielem klasztoru Daitoku grób Nampo i główny ośrodek jego kultu znajdują się w Daitoku.

## Linia przekazu Dharmy zen
Pierwsza liczba oznacza liczbę pokoleń od Pierwszego Patriarchy chan w Indiach Mahakaśjapy.
Druga liczba oznacza liczbę pokoleń od Pierwszego Patriarchy chan w Chinach Bodhidharmy.
Trzecia liczba oznacza początek nowej linii przekazu w innym kraju.
- 52/25. Songyuan Chongyue (1139–1209
  - 53/26. Wuming Huixin (1160–1237)
    - 54/27. Lanxi Daolong (1213–1278)

  - 53/26. Yun’an Puyan (1156–1226)
    - 54/27. Xutang Zhiyu (1185–1269)
      - 55/28/1. Nampo Jōmyō (1235–1309) (także Shōmyō; Daiō Kokushi) Japonia. Szkoła rinzai.
        - 56/29/2. Hōō Soichi (1274–1357)
          - 57/30. Daichū Sōshin (bd)
            - 58/31. Gettan Sōkō (1326–1389)

        - 56/29. Shūhō Myōchō (1282–1338) (także Daitō Kokushi)
          - 57/30. Tettō Gikō (1295–1369)
            - 58/31. Gongai Sōchū (1315–1390)
              - 59/32. Kesō Sōdon (1352–1428)
                - 60/33. Ikkyū Sōjun (1394–1481)
                - 60/33. Yōsō Sōi (1379–1458)
                  - 61/34. Shumpo Sōki (1416–1496)
                    - 62/35. Jitsuden Sōshin (1434–1507)
                      - 63/36. Kogaku Sōkō (1465–1548)
                        - 64/37. 
                          - 65/38. Shōrei Sōkin (1489–1568)
                            - 66/39. Kokei Sōchin (1515–1597)
                            - 66/39. Shun’oku Sōen (1529–1611)
                              - 67/40. Kōgetsu Sōgan (1574–1643)
                              - 67/40. Enshū Kobori (bd)

                            - 66/39. Ittō Shōteki (1539–1612)
                              - 67/40. Takuan Sōhō (1573–1645) nie zostawił spadkobierców

          - 57/30. Kanzan Egen (także Muso Daishi) (1277–1360)